# Adouméré
Adouméré (ou Adoumer) est une localité du Cameroun située dans l'arrondissement de Petté, le département du Diamaré et la région de l’Extrême-Nord. Elle fait partie du canton/lawanat de Fadare.

## Population
En 1975, la localité comptait 19 habitants, des Mousgoum.
Lors du recensement de 2005, on y a dénombré 149 personnes.